# Gramvoussa

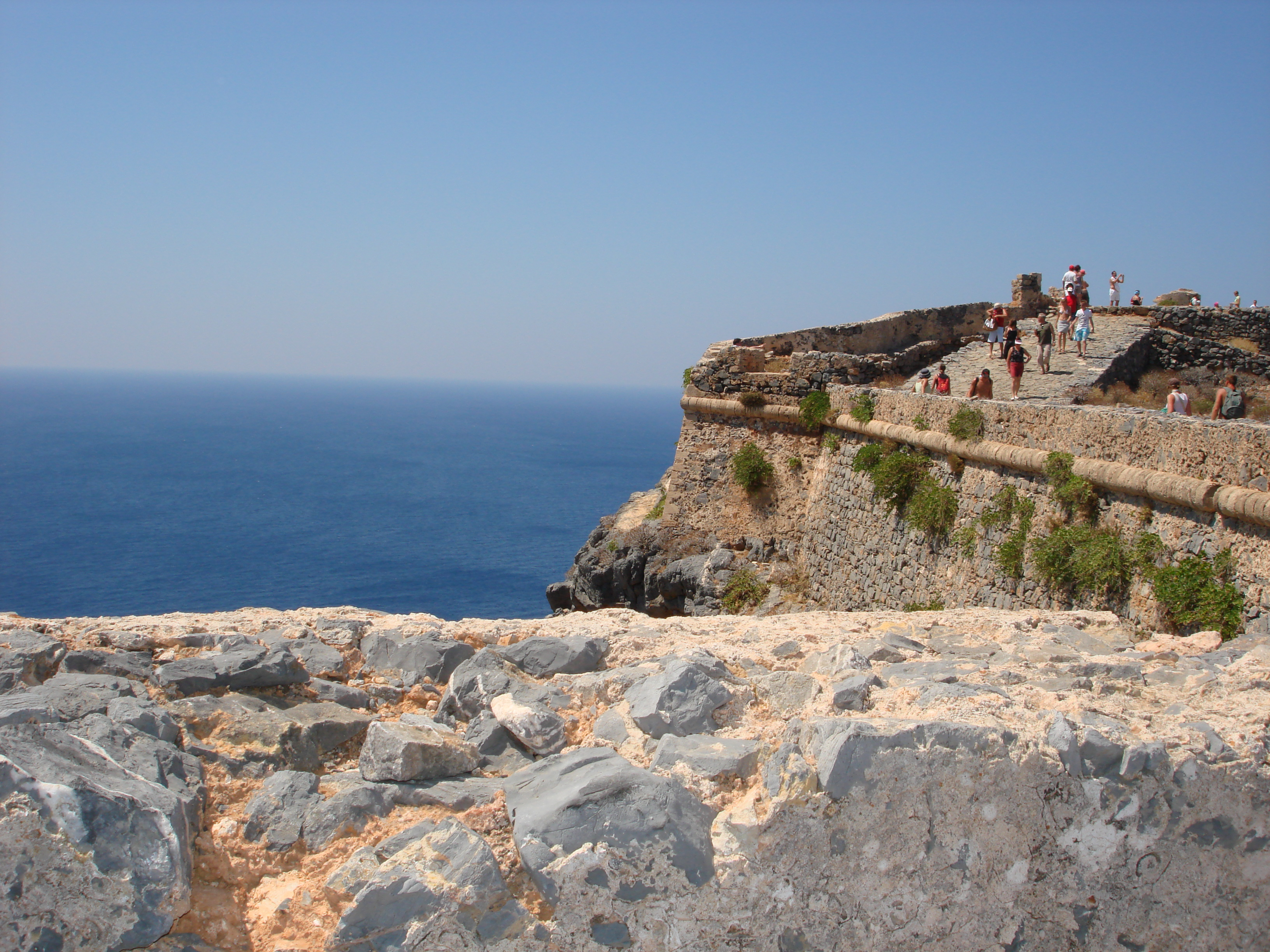
De omwalling van het Venetiaanse fort op Imeri Gramvoussa

Gramvoussa is een schiereiland dat uiterst noordwestelijk ligt op het Griekse eiland Kreta.
Het schiereiland wordt gevormd door steile rotsen. Het landschap is bedekt met onder andere tijm en origanum bosschages en wilde bloemen. Vanaf het plaatsje Kaliviani loopt een onverharde weg het schiereiland op. Kaliviani wordt gekenmerkt door traditionele stenen huizen en is de geboorteplaats van de 19e-eeuwse Kretenzische revolutionair Emmanuel Diktakis.
Noordwestelijk op het schiereiland ligt het strand van Balos, waar in de zomer diverse excursies per boot naartoe worden georganiseerd. Het witte zand en het ondiepe lichtblauwgekleurde water geven de baai van Balos een paradijselijk aanblik. Voor de kust ligt het eiland Imeri Gramvoussa, met de ruïnes van een in de 16e eeuw gebouwd Venetiaans fort. Het fort was in de loop der tijden niet alleen een toevluchtsoord voor piraten, maar ook voor vluchtelingen en revolutionairen tijdens de Turkse bezetting van Kreta.
Noordoostelijk van Balos liggen de ruïnes van de Romeinse nederzetting Agnion, met een tempel ter ere van de god Apollo. Noordelijk van het schiereiland ligt het eilandje Agria Gramvoussa, waarop een vuurtoren is gebouwd.